# Tempestade tropical Barry (2007)
A tempestade tropical Barry foi um ciclone tropical de rápida formação que atingiu a Flórida no começo de junho. Sendo o segundo sistema nomeado na Temporada de furacões no oceano Atlântico de 2007, Barry desenvolveu-se de um cavado de baixa pressão na porção sudeste do Golfo do México em 1º de junho. Ele seguiu rapidamente para nordeste, alcançando o pico de intensidade, com ventos de 95 km/h, antes de se enfraquecer e atingir uma área perto da Baía de Tampa, Flórida, Estados Unidos como uma depressão tropical. Barry rapidamente perdeu suas características tropicais depois que ventos de cisalhamento lhe tiraram muito de sua convecção de ar. Na manhã de 3 de junho a tempestade completou a transição para um ciclone extratropical. Os resíduos extratropicais de Barry seguiram paralelamente à costa leste dos Estados Unidos e foram absorvidos por um grande ciclone extratropical em 5 de junho.
O cavado precursor de Barry produziu chuvas torrenciais na porção oeste do Mar do Caribe, sendo que em Cuba foi registrado, não oficialmente, 200 mm de chuva. Bandas de tempestade exteriores a Barry na província cubana de Pinar del Río feriram três pessoas e danificaram 55 casas. Na Flórida, Barry produziu chuvas moderadas numa região que sofria com a estiagem, que culminou em 178 mm em algumas áreas do estado. A chuva causou algumas enchentes, o que causou alguns acidentes de trânsito, que mataram duas pessoas. Ondas fortes mataram um surfista no Condado de Pinellas. A chuva auxiliou os bombeiros no combate aos incêndios florestais na Flórida e Geórgia. Os danos em geral causados por Barry foram mínimos.

## História meteorológica

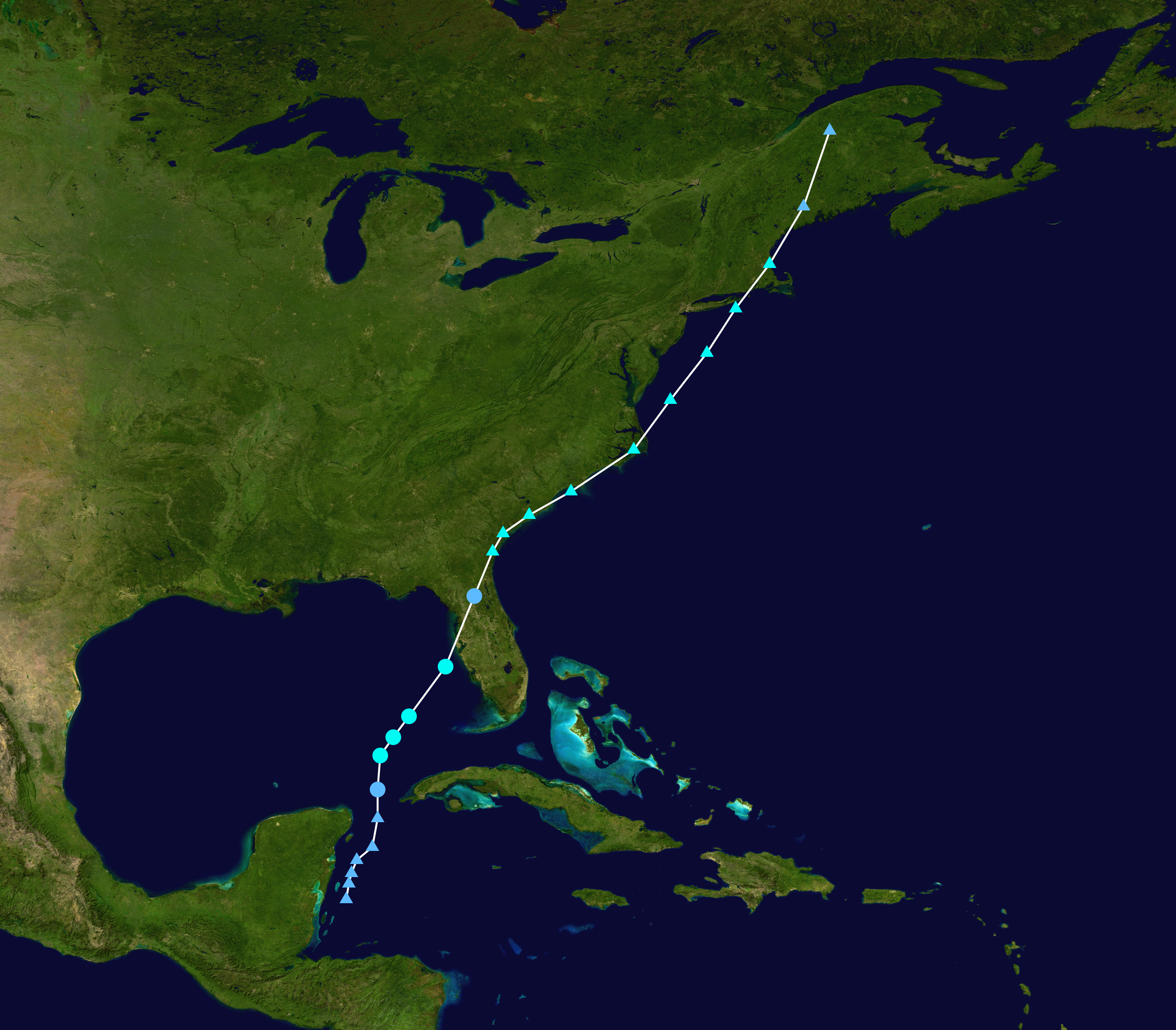
O caminho de Barry

Na tarde de 29 de maio, um cavado fraco sobre a Península de Iucatã produziu uma pequena área de convecção de ar sobre o Canal de Iucatã. A convecção de ar se intensificou em associação com o cavado e no dia seguinte uma grande área ciclônica desenvolveu-se no interior do sistema. Em 30 de maio, a umidade do cavado estendia-se de Nicarágua até a porção sudeste do Golfo do México, com a maior área de convecção de ar perto de cuba.  Uma onda tropical movendo-se para oeste gerou uma grande área de baixa pressão em 30 de maio e em 31 de maio uma circulação de ar se desenvolveu dentro do sistema à sudeste de Cozumel, México. A área de baixa pressão moveu-se para norte-nordeste e gradualmente ficou mais bem organizado, apesar dos fortes ventos verticais de cisalhamento. A convecção de ar profunda ficou mais concentrado perto do centro do sistema e era previsto que o sistema se desenvolveria para uma depressão tropical às 12:00 UTC de 1º de junho logo a noroeste do extremo oeste de Cuba. Operacionalmente, o sistema somente foi classificado às 23:00 UTC do mesmo dia.

Imagens de radar animadas de Tampa da tempestade tropical Barry atravessando a Flórida em 2 de junho

A depressão desenvolveu uma grande área de tempestades e organizou-se suficientemente para que um avião caçador de furacões sobrevoasse a área. A avião registrou rajadas de ventos de 108 km/h de uma pressão atmosférica de 1000 mbar perto da circulação de ar de superfície bem definida e em fortalecimento. Inicialmente, o sistema manteve características tropicais e subtropicais, embora a convecção de ar profunda continuasse a se organizar próximo ao centro do sistema. Baseado em observações, o NHC iniciou os avisos sobre a tempestade tropical Barry às 21:00 UTC de 1º de junho enquanto a tempestade estava localizada cerca de 375 km a oeste de Key West, Flórida, Estados Unidos. Ligada a uma corrente de ar sudoeste e a frente de um cavado de níveis médios, Barry rapidamente seguiu para o norte e na manhã de 2 de junho, a tempestade alcançou o pico de intensidade, com ventos de 95 km/h. Pouco depois, fortes ventos de cisalhamento removeram a maioria de sua convecção de ar profunda; o padrão de nuvens consistia-se de um centro exposto, mas bem definido, rodeado por uma banda convectiva curva que se estendia de Cuba até a porção leste do Golfo do México. O centro do sistema ficou alongado e fraco assim que o sistema acelerou para o nordeste, e às 14:00 UTC de 2 de junho, Barry atingiu uma área perto de Tampa, Flórida, Estados Unidos, como uma depressão tropical em enfraquecimento. Assim que o sistema continuava sobre terra, a depressão rapidamente perdia suas características tropicais. Depois, o NHC parou de emitir avisos sobre Barry enquanto o sistema se localizava na porção nordeste da Flórida. Os resíduos extratropicais de Barry se fortaleceram assim que o sistema continuava a seguir para o nordeste, paralelamente à costa leste dos Estados Unidos. Em 3 de junho, Barry movia-se sobre a costa da Carolina do Sul. Bandas de tempestades em espiral desenvolveram-se ao norte do sistema assim que Barry movia-se sobre a costa. Uma grande área de umidade estendia-se à frente da circulação de ar de superfície. Na tarde de 4 de junho, os resíduos extratropicais de Barry atingiram a Nova Inglaterra e na tarde de 5 de junho, os resíduos de Barry foram absorvidos por um grande ciclone extratropical perto da fronteira dos Estados Unidos com o Canadá.

## Preparativos
Coincidindo com a sua classificação como uma tempestade tropical, o NHC emitiu um aviso de tempestade tropical para a costa oeste da Flórida, entre Bonita Beach e Keaton Beach e um alerta de tempestade tropical entre Keaton Beach e Saint Marks. Um aviso em terra de tempestade tropical também foi emitido pelo NHC para áreas não costeiras e marítimas dos condados de Charlotte, Citrus, DeSoto, Hardee, Hernando, Highlands, Lee, Levy, Manatee, Pasco, Pinellas, Polk, Sarasota e Sumter Um alerta de tornado também foi emitida para a porção sul do estado, embora tenha sido cancelada depois que a tempestade se enfraqueceu. Depois de se tornar um ciclone extratropical, o escritório local do serviço nacional de meteorologia dos Estados Unidos emitiu avisos de enchentes para porções da Carolina do Sul, para a maior parte do leste da Carolina do Norte, para o sudeste da Virginia e para o sudeste de Maryland. Depois, alertas de enchentes e enchentes de curta duração foram emitidos para o sudeste da Pensilvânia, para o norte de Delaware, norte de New Jersey, para o centro-leste de Nova Iorque e sul de Nova Inglaterra.

## Impactos

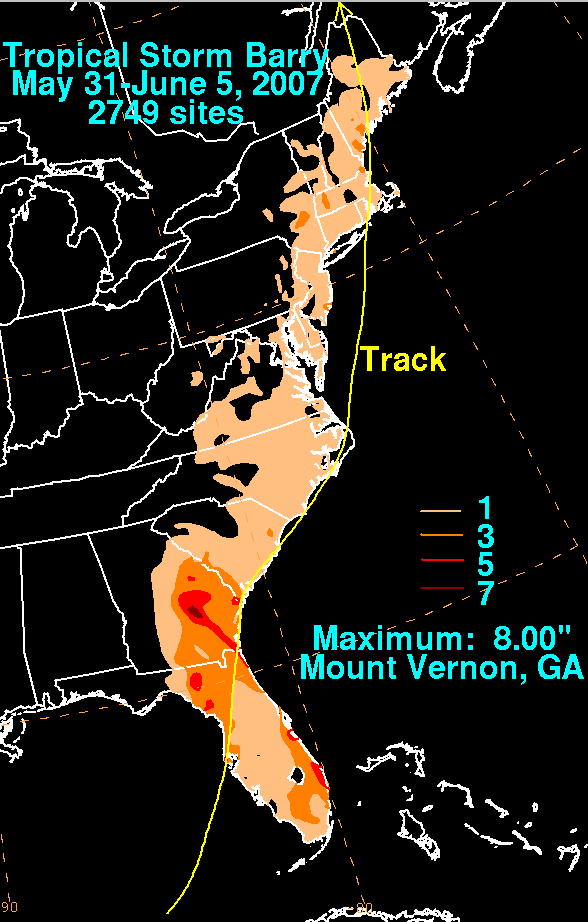
Sumário de precipitação causado por Barry

### Caribe (Caraíbas)
Em El Salvador, o cavado precursora produziu cerca de 70 mm de chuva em cerca de dez horas. Além do mais, o sistema causou chuvas torrenciais sobre o oeste de Cuba, alcançando 305 mm de chuva na província de Sancti Spíritus Várias outras localidades registraram 100 mm de chuva, o que transbordou rios e áreas baixas. A cidade de Guane ficou isolado do resto do mundo depois que a enchente cortou todas as comunicações com a cidade. No total, mais do que 2.000 pessoas foram retiradas devido à ameaça de enchente. Além do mais, o distúrbio precursor de Barry gerou quatro tornados na província cubana de Pinar del Río; os tornados feriram três pessoas e danificaram 55 casas, sendo que 4 destas foram totalmente destruídas.

### Estados Unidos

#### Flórida
Barry provocou chuvas moderadas a fortes sobre a Flórida, alcançando o pico de 178 mm no Aeroporto Internacional de Palm Beach. Várias outras localidades registraram 75 mm. A chuva aliviou as condições de seca e auxiliou no combate a incêndios florestais sobre o estado. No Condado de Brevard, a chuva fechou uma porção da rodovia estadual da Flórida 518 depois que uma gigantesca cratera se formou na rodovia e fechou duas pistas de tráfego. Várias outras rodovias na região foram alagadas e na rodovia interestadual 95 perto de Lake Worth, uma cratera fechou duas pistas de tráfego. As rodovias alagadas causaram vários acidentes no estado; duas pessoas morreram em função dos acidentes; um no Condado de Brevard e outro no Condado de Volusia. Na rodovia interestadual 4, um trailer chocou-se contra o guard rail. 
| Localização                             | Pico     | Pico |
| Localização                             | Polegada | mm   |
| --------------------------------------- | -------- | ---- |
| Palm Beach, Flórida                     | 6,99     | 178  |
| Mount Vernon, Geórgia                   | 8,00     | 203  |
| Perto de Hardeeville, Carolina do Sul   | 6.12     | 156  |
| Fuquay-Varina, Carolina do Norte        | 3.73     | 94.7 |
| Pennington Gap, Virginia                | 3.75     | 95.3 |
| Frostburg, Maryland                     | 1.70     | 43.2 |
| Dover, Delaware                         | 1.54     | 39.1 |
| Filadélfia, Pensilvânia                 | 1.66     | 42.2 |
| Absecon New Jersey                      | 4.50     | 114  |
| Nova Iorque (Central Park), Nova Iorque | 3.91     | 99.3 |
| Berlin, Connecticut                     | 2.90     | 73.7 |
| Taunton, Massachusetts                  | 3.19     | 81.0 |
| Burrillville, Rhode Island              | 3.10     | 78.7 |
| Newmarket, New Hampshire                | 2.75     | 69.9 |
| Saco, Maine                             | 2.64     | 67.1 |

Barry produziu ondas fortes ao longo da costa oeste da Flórida e uma elevação do nível da maré para 1,46 m acima do normal em Clearwater Beach; as ondas causaram ressacas com danos mínimos e as ondas adentraram na praia cerca de 18 metros em Bradenton Beach. A ação do oceano causou pequenos alagamentos em algumas estradas na região da Baía de Tampa, que pegaram alguns motoristas desavisados. Em Indian Shores, Flórida, uma mulher morreu depois que ondas fortes a atingiram.
Foram registrados ventos de 76 km/h no litoral sudeste do estado, que resultou em quedas de árvores e postes e a subseqüente interrupção de energia elétrica. Uma pessoa ficou ferida em Carrolwood depois que uma árvore caiu sobre sua casa. Em Fort Lauderdale, um guindaste caiu e danificou severamente um prédio; acredita-se que a queda do guindaste foi causada pelos ventos fortes de Barry.  A tempestade gerou vários tornados na porção sul do estado, danificando alguns muros e postes e a subseqüente interrupção de energia elétrica. Um possível tornado deixou cerca de 2.000 pessoas sem energia elétrica. Outro tornado em Miami danificou algumas casas e árvores.

#### Outros lugares
A chuva na Geórgia alcançou o pico de 203 mm em Mount Vernon, que auxiliou o combate a incêndios florestais na porção sul do estado; a chuva trouxe a milhares de trabalhadores um breve respiro depois de um mês de trabalho. A chuva causou algumas pequenas enchentes e em Savannah, alguns acidentes de trânsito ocorreram devido a rodovias molhadas, mas sem feridos ou mortes. Chuvas torrenciais da tempestade caíram sobre a maior parte da costa leste dos Estados Unidos. O pico de precipitação por estado são os seguintes: 155 mm perto de Hardeeville, Carolina do Sul, 95 mm em Fuquay-Varina, Carolina do Norte e em Pennington Gap, Virginia. O ciclone extratropical produziu rajadas de ventos de 97 km/h perto de Charleston, Carolina do Sul; cerca de 200 casas no Condado de Craven, Carolina do Norte, ficaram sem energia elétrica depois que os ventos derrubaram postes. Na Carolina do Norte, condições adversas da tempestade atrasou um jogo eliminatório de beisebol entre East Carolina University e Western Carolina University. No sudeste da Virginia, os resíduos de Barry causaram cerca de 60 acidentes de trânsito que resultaram em 10 feridos. Um barco à vela virou devido aos ventos fortes próximo à costa do Cape Fear, três pessoas tiveram que ser resgatados pela guarda costeira dos Estados Unidos. Foram registrados também sobre a Nova Inglaterra, alcançando os picos de 113 mm em Absecon, Nova Jersey, 99 mm em Nova Iorque e 81 em Taunton, Massachusetts.